# Gazela (lirska pjesma)
Gazela (franc. gazelle, tal. gazella, njem. gazelle, od arap. gazāl ), ljubavna je pjesma, lirska vrsta, pisana distihom, najčešće od osam do trinaest stihova, s ponovljenim rimama, gdje zadnji distih sadrži pjesnikovo ime.

## Povijest
Vjerojatno je nastala u arapskoj poeziji. Proslavili su je perzijski pjesnici Muslihuddīn Sa'dī (1184. ili 1209. – 1292.) i Hafiz (1325. – 1388.). Proširila se najprije na tursku i indijske književnosti, a romantičari (njemački) su je prenijeli u europske književnosti. U Španjolskoj je postala oblikom narodne pjesme.
Tema gazele obično je ljubavna ili religijska. Ton je smiren i donekle sličan idili.
U hrvatsku književnost uveo ju je Stanko Vraz.